# Chenopodium atrovirens
Chenopodium atrovirens là loài thực vật có hoa thuộc họ Dền. Loài này được Rydb. mô tả khoa học đầu tiên năm 1900.